# Reinhold Egger
Reinhold „Reinke“ Egger (* 1907 in Klagenfurt am Wörthersee; † 2000 ebenda) war ein österreichischer Eishockeyspieler.

## Karriere
Er begann erst in den 1920er-Jahren mit der Sportart Bandy, bevor er zum Eishockey wechselte. Daneben spielte er auch noch Fußball und war ein hervorragender 100-Meter-Sprinter.

### Eishockey
Im Eishockey spielte er erst für den EV Wörthersee, bevor er 1929 zum Klagenfurter AC (KAC) wechselte. Mit der Mannschaft des KAC wurde er 1934 österreichischer Meister (Eishockey). Dies war die erste Meisterschaft einer Mannschaft außerhalb Wiens. Nach dem Anschluss Österreichs wechselte er zum SC Riessersee und spielte für diesen bis etwa 1944 in der deutschen Meisterschaft. 1941 wurde er mit dem SCR deutscher Meister.
Nach dem Zweiten Weltkrieg spielte er wieder für den Klagenfurter AC und wurde in seiner letzten Saison im Alter von 48 Jahren mit der Mannschaft 1955 erneut österreichischer Meister.
International spielte er für die österreichische Eishockeynationalmannschaft bei der Eishockey-Europameisterschaft 1932, wo er mit der Mannschaft die Silbermedaille gewann, der Eishockey-Weltmeisterschaft 1934 und bei der Eishockey-Weltmeisterschaft 1947, wo er mit der Mannschaft die Bronzemedaille gewann.
Als Trainer arbeitete er für eine Saison beim HC Jesenice und im Nachwuchs des KAC.